# 鹽引批驗所
鹽引批驗所為中國古代官署名稱，又稱批驗鹽引所。元代首先設置的官職。
元至正二年，杭州、嘉興、紹興、溫州、台州等路各立檢校批驗鹽引所。每所提領一員，正七品；大使一員，正八品；副使一員，正九品。掌批驗鹽引。元至正二年十一月，中書省奉旨講究鹽法，奏准於杭州、嘉興、紹興、溫台四處，各置檢校批驗所，直隸運司，專掌批驗鹽商引目，均平袋法稱盤等事。每所置檢校批驗官一員，從六品；相副官一員，正七品。
明代，批驗所。大使一人，副使一人，掌驗茶鹽引。
清代設置於朝廷之中央機構，轄下設鹽引批驗所大使，正八品。鹽引批驗所主要任務為改良鹽務，並輔佐運鹽司等主事單位。直隸、分駐小直沽、長蘆。山東、分駐雒口、蒲臺。兩淮分駐儀徵、淮安。各二人，四川三人，重慶、嘉定府經歷各兼一人。遂寧縣丞兼一人。兩浙四人，杭州、紹興、松江、嘉興各一人。廣東一人。駐西匯關。1910年代，清朝滅亡後，該官署廢除。